# 東港鎮 (台灣)
22°28′00″N 120°27′16″E / 22.4667127°N 120.4544234°E
東港鎮位於臺灣屏東縣西部中段沿海，屏東平原南端，東港溪下游左岸。北臨新園鄉、崁頂鄉，東鄰南州鄉，西南隔台灣海峽與琉球鄉相望，南接林邊鄉。鎮內人口約有4.6萬人，人口密度每平方公里約1,559人，是屏東縣人口第五多、人口密度第三高的行政區。
由於地勢平坦加上濱海，故產業以漁業及農業為主，但也因地勢低漥及排水不良，使東港易受洪水及海水倒灌之苦，氣候上則屬熱帶季風氣候。在文化上，以每逢三年一科的東港迎王平安祭典而聞名，近年來因為黑鮪魚的身價暴漲及大鵬灣國家風景區的成立，使得觀光業蓬勃發展，該鎮亦有黑鮪魚的故鄉之美譽。

## 歷史

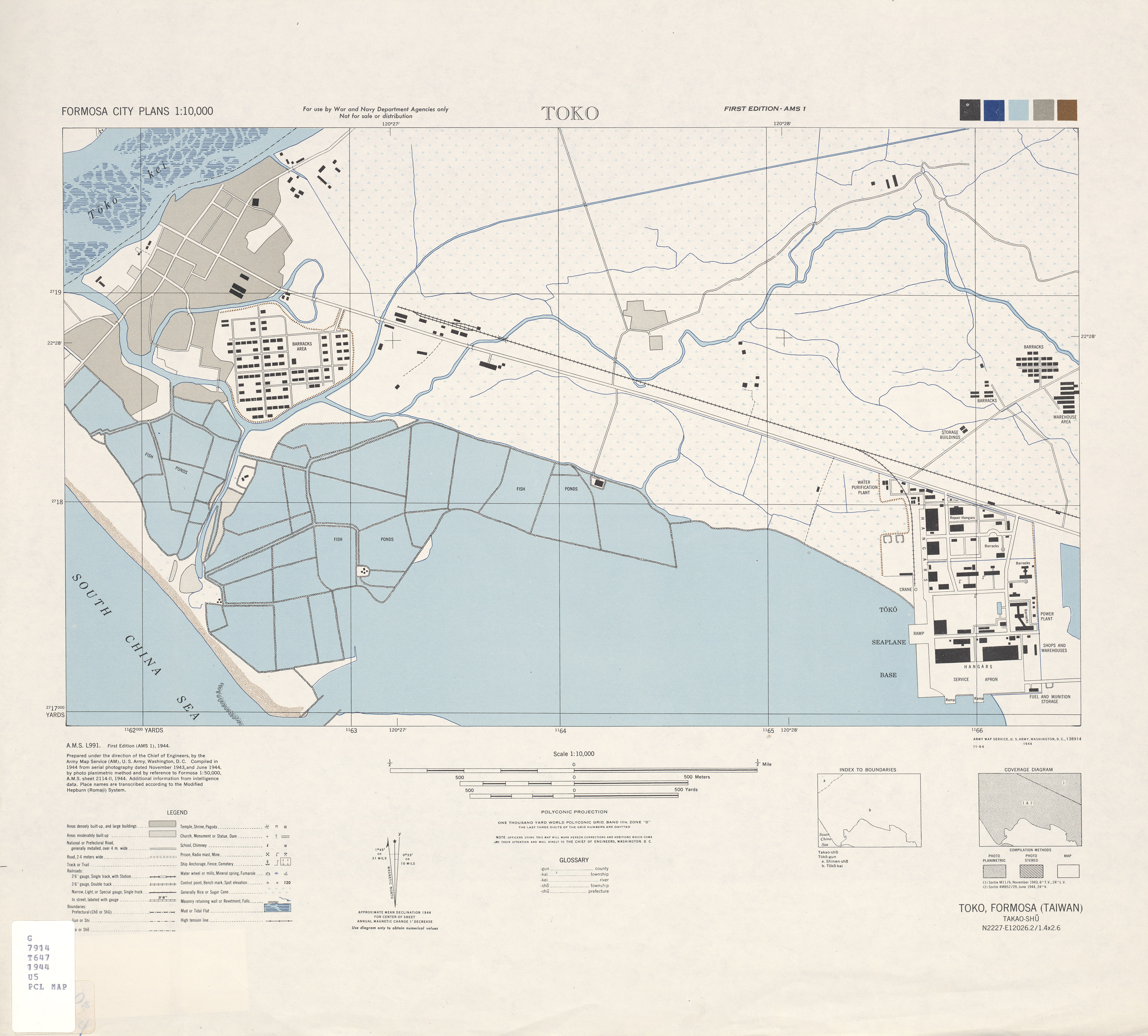
1945年美國海軍繪製的東港地圖

東港鎮，古人雅稱東津（tong tin），在清代就已是一個航運繁盛的港口，是全台三大良港之一。關於東港的由來說法有二：一是與西港（今高雄市旗津區）、中港（今高雄市林園區中芸港）的相對位置而得名；二是認為其位於高屏溪以東，故稱之為「東港」。
1920年台灣地方改制，在此設置「東港街」，劃歸高雄州東港郡管轄。二戰後劃設高雄縣東港鎮，1950年改隸屏東縣至今。之後境內里數歷經兩次變更，自2021年9月1日起，東港鎮共轄22個里。

## 人口
根據屏東縣東港戶政事務所及屏東縣政府民政處統計，2024年底東港鎮戶數約1.8萬戶，人口約4.6萬人，人口密度每平方公里約1,559人，鎮內人口最多與最少的里分別是新街里與共和里，2024年底兩里人口分別為4,521人與776人。東港鎮人口的年齡構成中，0至14歲人口佔比約12.05%，15至64歲人口佔比近17.87%，65歲以上人口佔比約70.08%，在屏東縣人口超過1萬人的行政區中是老年人口佔比最低的行政區。

## 政治

### 歷任首長
| 屆次 | 姓名   | 黨籍       | 備註 |
| ---- | ------ | ---------- | ---- |
| 1    | 黃金衡 |            |      |
| 2    | 施佳鍟 |            |      |
| 3    | 施佳鍟 |            |      |
| 4    | 黃金燧 |            |      |
| 5    | 黃金燧 |            |      |
| 6    | 郭廷才 |            |      |
| 7    | 郭廷才 |            |      |
| 8    | 許居鎰 |            |      |
| 9    | 許居鎰 |            |      |
| 10   | 吳水津 |            |      |
| 11   | 吳水津 |            |      |
| 12   | 黃正峰 | 中國國民黨 |      |
| 13   | 王憲昭 | 民主進步黨 |      |
| 14   | 劉新平 | 民主進步黨 |      |
| 15   | 王憲昭 | 無黨籍     |      |
| 16   | 王憲昭 | 民主進步黨 |      |
| 17   | 徐志雄 | 民主進步黨 |      |
| 18   | 徐志雄 | 民主進步黨 |      |
| 19   | 黃禎祥 | 無黨籍     | 現任 |

### 鎮政組織
東港鎮公所是東港鎮最高層級的地方行政機關，在中華民國政府架構中為鎮自治的行政機關，同時負責執行縣政府及中央機關委辦事項。東港鎮的自治監督機關為屏東縣政府。鎮長由全體鎮民直接選舉產生，任期為四年，可連選連任一次。東港鎮公所並置鎮政會議，為鎮政最高決策機構，在鎮長之下，設有6課3室等9個內部單位及3個附屬機關。

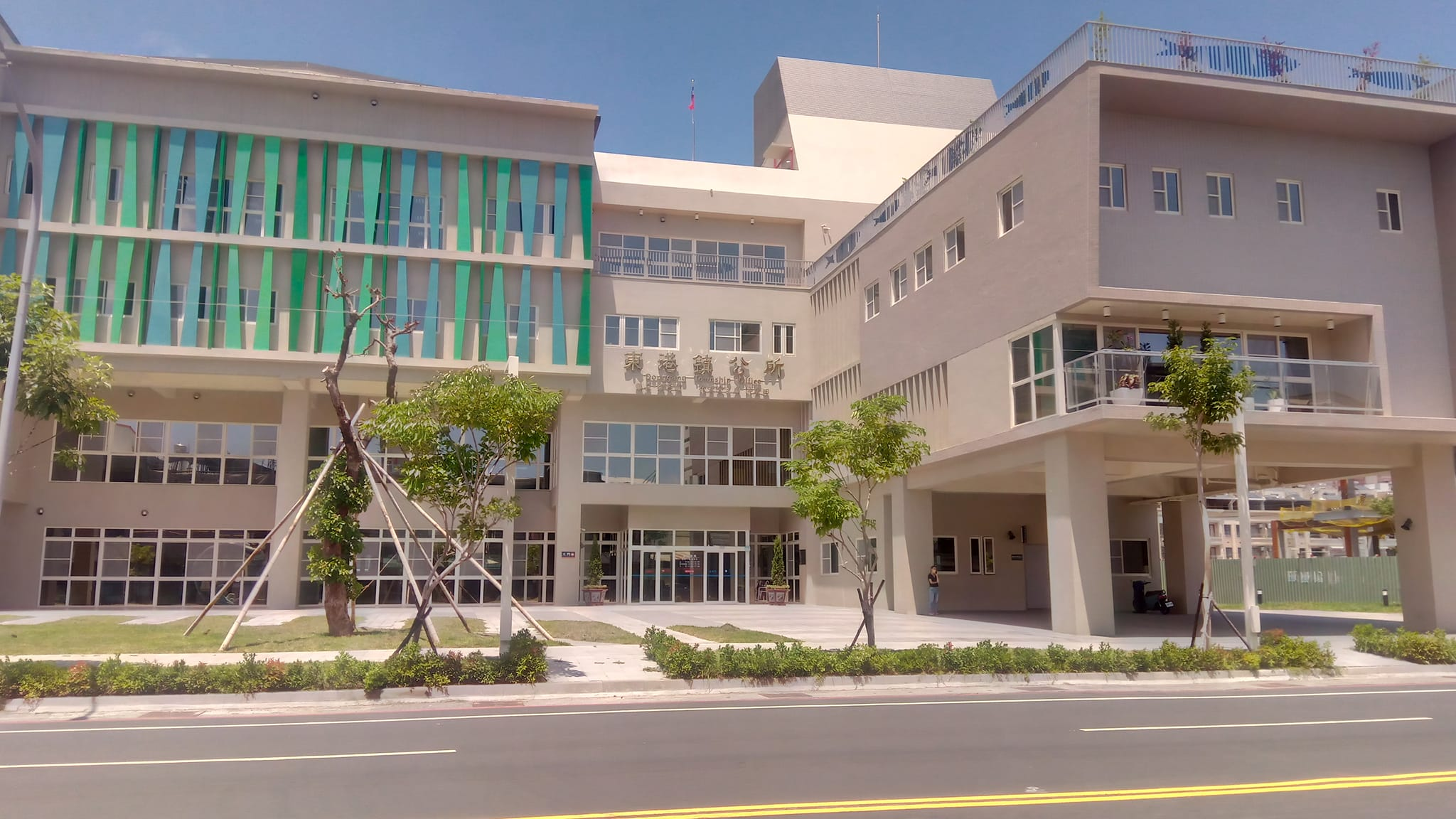
2022年新落成的東港鎮公所

東港鎮民代表會是東港鎮的最高民意機關，代表東港鎮全體鎮民立法和監察鎮政。鎮民代表由公民直選選出，任期為四年，可連選連任。東港鎮民代表會共有11位鎮民代表，分別為第一選區4席鎮民代表、第二選區1席鎮民代表、第三選區3席鎮民代表、第四選區3席鎮民代表，主席、副主席由11位鎮民代表互選產生。

### 行政區
現今東港鎮行政範圍的確立，來自於1920年，日本將臺灣十二廳改為五州二廳，設東港街屬高雄州東港郡。東港街轄東港、新街、內關帝、大潭新、南屏、下廍、三西和等7個大字。1945年，改為「東港鎮」，屬高雄縣東港區。1950年，調整行政區域，東港鎮改隸新成立的屏東縣。
2017年6月1日，大鵬里分割併入大潭里、船頭里、下廍里。
隨著近幾年人口逐漸往市郊發展遷徙，里鄰人口數發展極度不均衡，行政資源難以公平分配與有效運用，為使基層里鄰行政組織人力調配符合實際需求，針對戶數及人數較少的里鄰合併，戶數及人數較多則拆分。時任鎮長徐志雄提出里鄰調整案，交由東港鎮民代表會審議，並於2018年5月15日審查通過。該案已獲屏東縣政府及中華民國內政部核定，東港鎮公所公告於2021年9月1日起實施里鄰調整。東港鎮里鄰調整過後將維持22里，但人口數將維持2千人左右的平均分布。重新規劃的里鄰主要以道路為界並符合現況來進行劃分：頂新、頂中、東和3個里合併為頂中里，興台、中興、八德3個里合併為福德里，船頭里拆為船頭、東津2個里，興東里拆為內關帝、新街、東光、東新4個里。較特別的是，目前行政中心所在地「東津里」是由原船頭里獨立出來，並取名自東港古地名；「內關帝里」也是取名自舊地名，並從原興東里獨立出來。

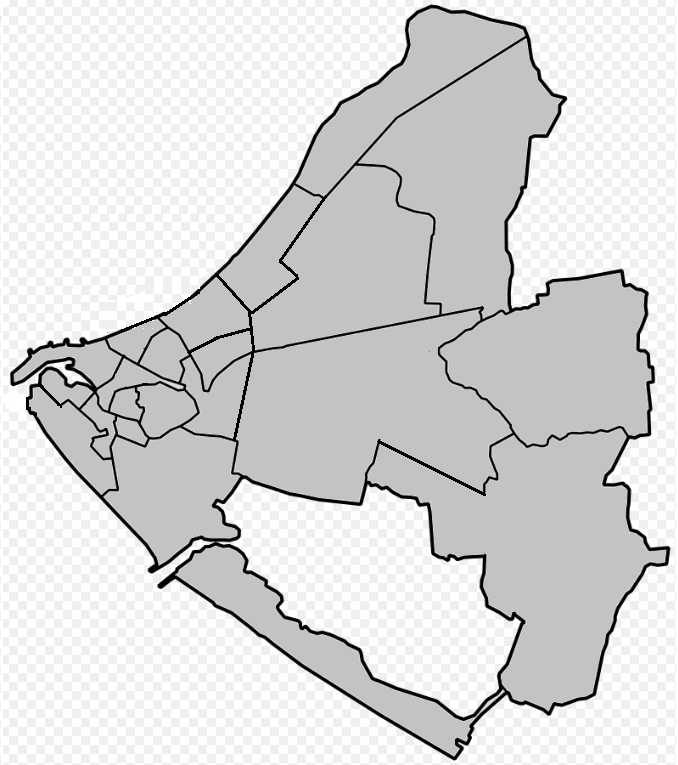
東港鎮里分布

2021年9月1日後的行政區劃
| 北區     | 中區   | 南區   | 農區   |
| -------- | ------ | ------ | ------ |
| 朝安里   | 東津里 | 豐漁里 | 興農里 |
| 東隆里   | 船頭里 | 盛漁里 | 興和里 |
| 新勝里   | 東光里 | 興漁里 | 下廍里 |
| 頂中里   | 共和里 | 鎮海里 | 大潭里 |
| 福德里   |        | 嘉蓮里 |        |
| 內關帝里 |        | 南平里 |        |
| 東新里   |        |        |        |
| 新街里   |        |        |        |

## 警政消防

### 警政
- 屏東縣政府警察局東港分局 （页面存档备份，存于）
  - 東港派出所
  - 東濱派出所
  - 大鵬灣派出所[13]

### 消防
- 屏東縣政府消防局第三大隊
  - 東港分隊

## 文化

### 東港迎王平安祭典

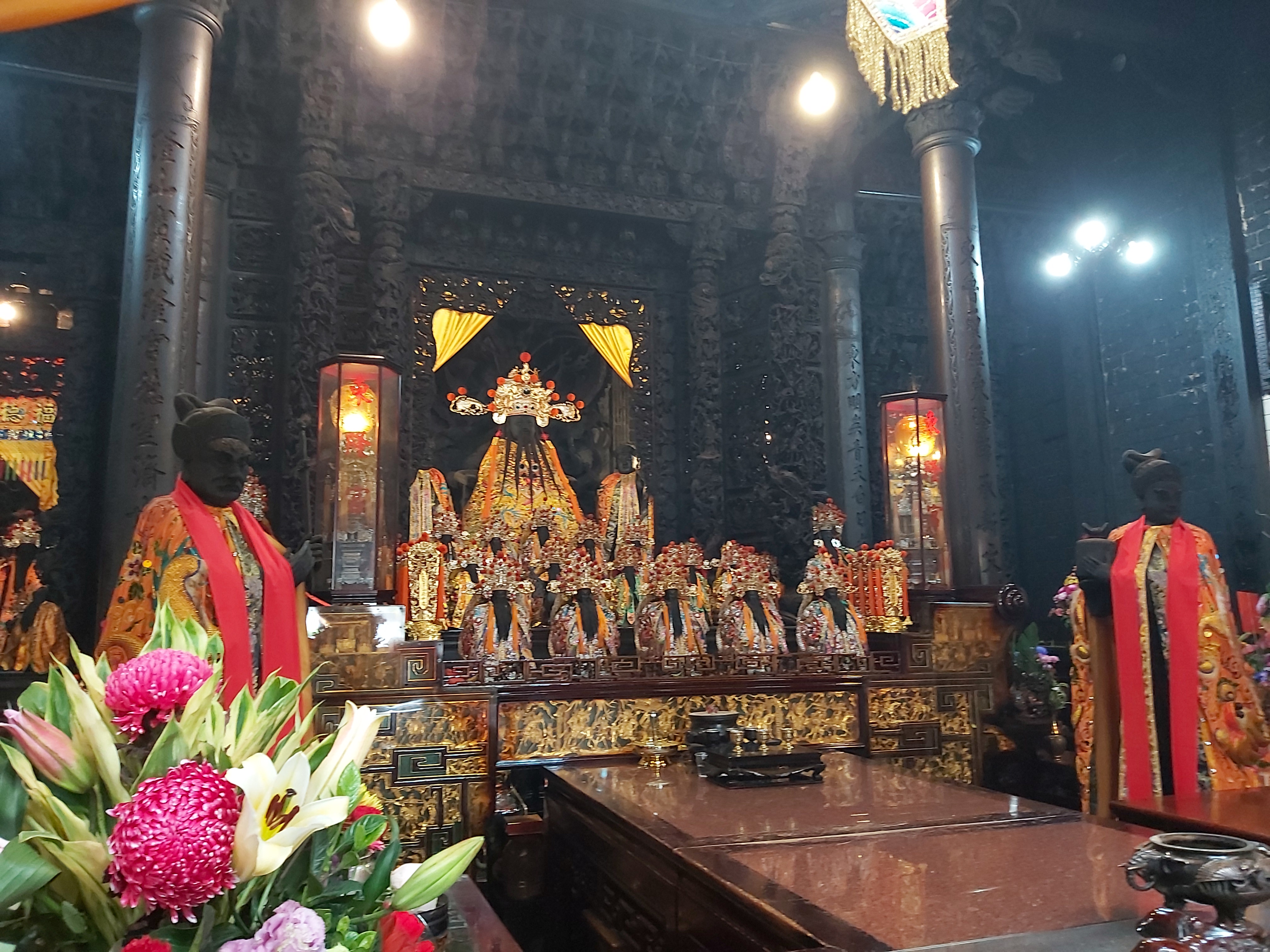
東隆宮溫府千歲

東港鎮上，有全台知名的王爺廟「東隆宮」，主祀溫府千歲。每三年會舉辦一次的東港迎王平安祭典。

### 東港黑鮪魚文化觀光季
從2001年開始每年舉辦，舉辦於5~7月。東港漁港為台灣最大的黑鮪魚產區，早年以外銷日本為主，一年營業額可達三億台幣，但1997年亞洲金融風暴重挫日本經濟造成出口量大減，因而催生了此活動，以協助漁民度過難關，並發展觀光產業。

### 2019年臺灣燈會
台灣燈會自從1990年開始，從未在屏東縣舉辦過，2019年的燈會在東港大鵬灣舉辦，也是20年來第一次，是屏東縣近年來舉辦最大的國家級展覽活動。

### 傳統習俗
- 漁民於漁船上吃魚不翻面食用，直接將魚脊骨夾起，繼續食用另一面
- 新船下水前準備三牲、水果、發粿、紅圓與糖果祭祀，船上插滿順風旗與滿載旗進行祭祀，最後向船頭潑水表示開水路
- 捕捉烏魚的漁民在船上開飯不講食飯，而說「圍過來」
- 東港王船繞境與台南地區王船差異在於，只有王船組師傅及大千歲的轎班可以拉繩，一般信眾不能參與王船的拉繩[14]

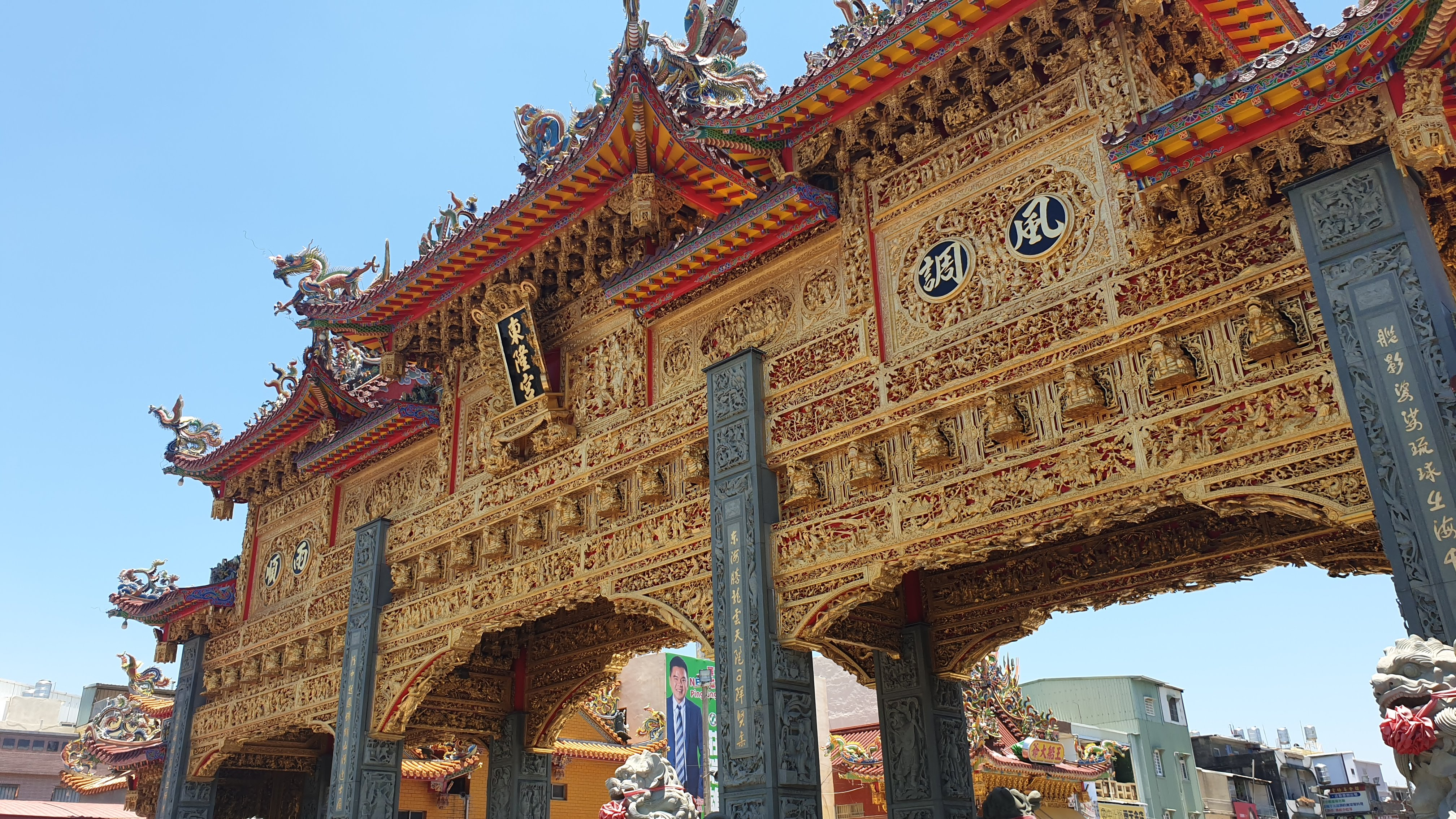
東港鎮東隆宮牌樓

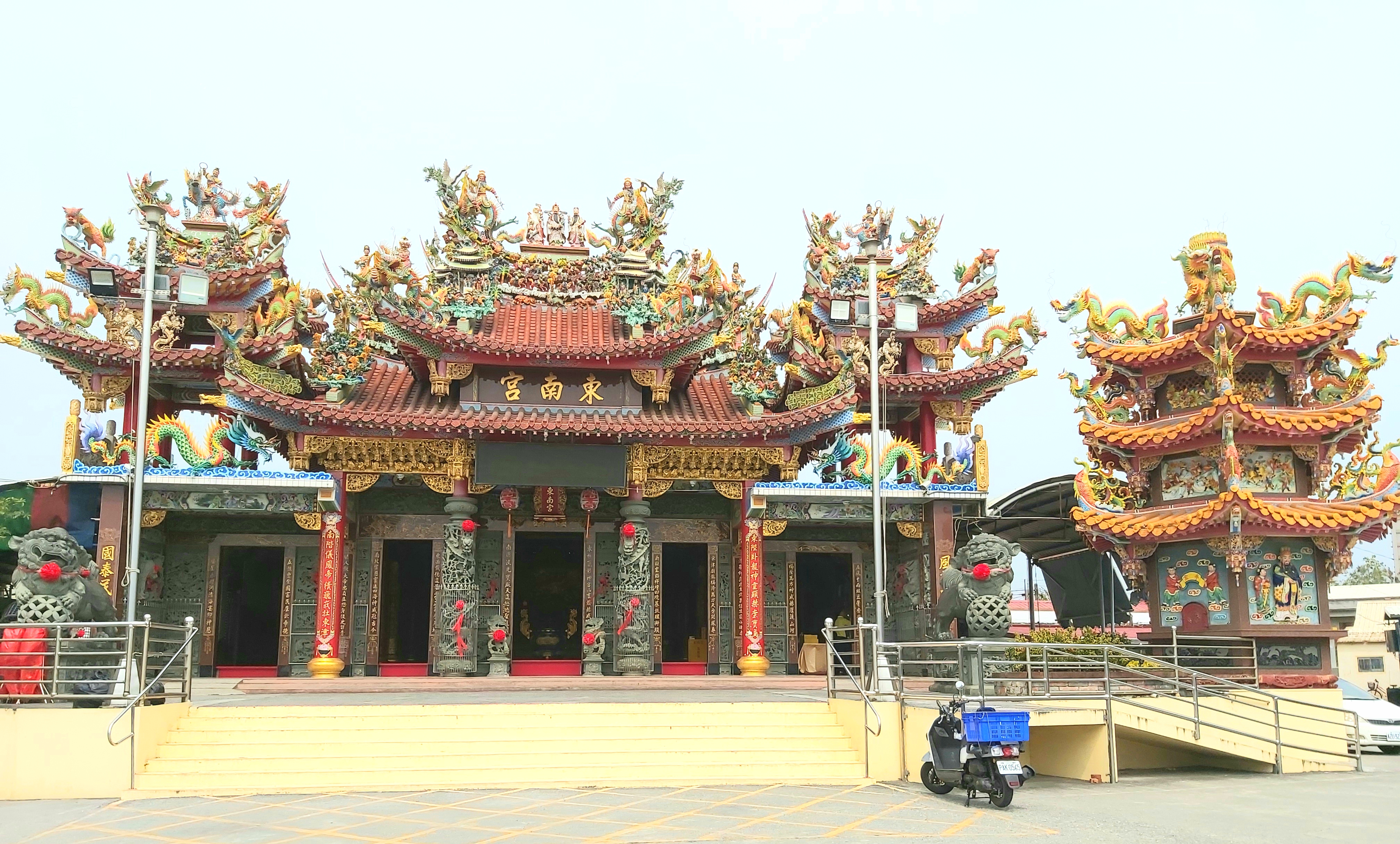
屏東縣東港鎮東南宮（劉部堂）

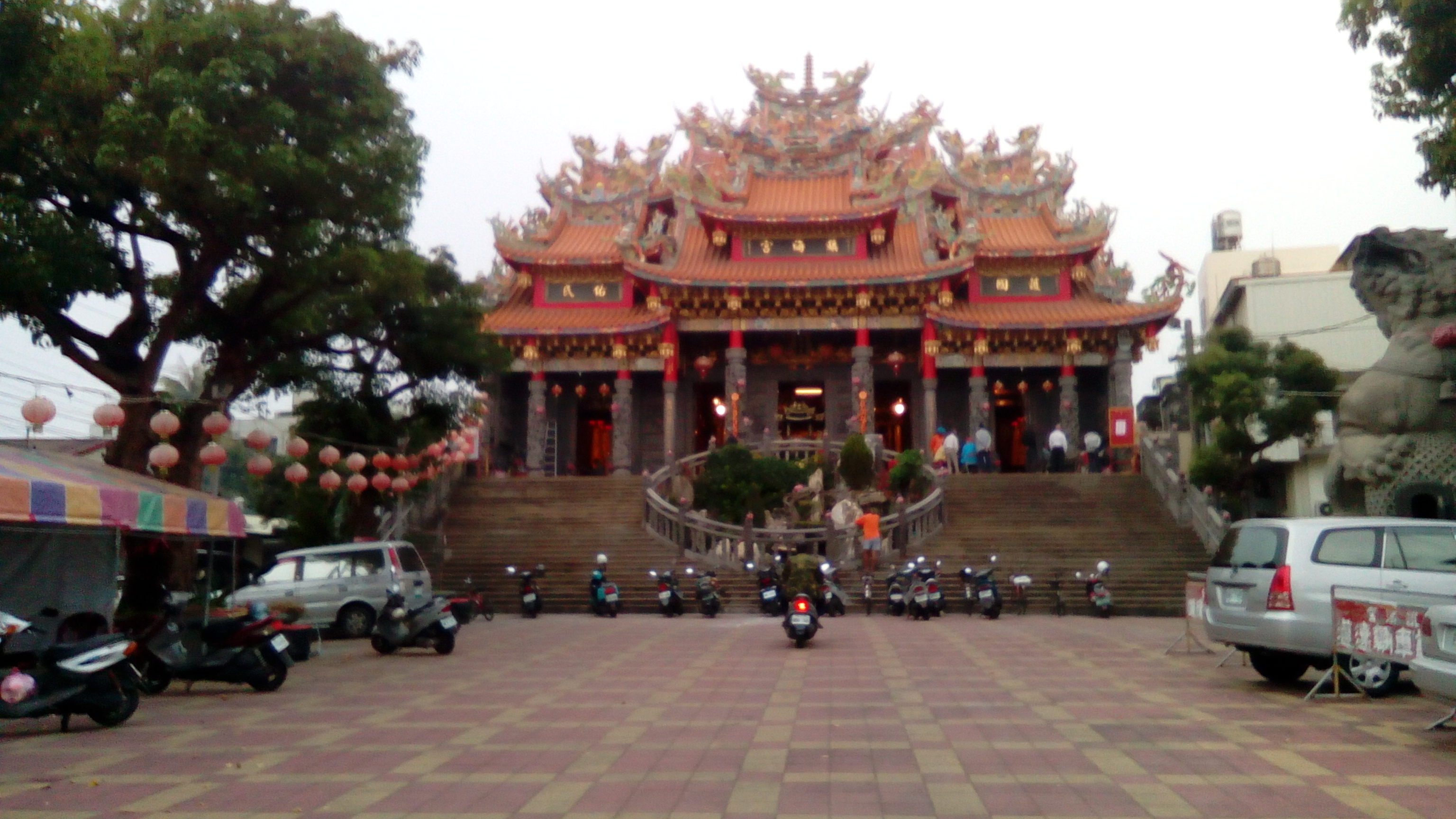
屏東縣東港鎮鎮海宮

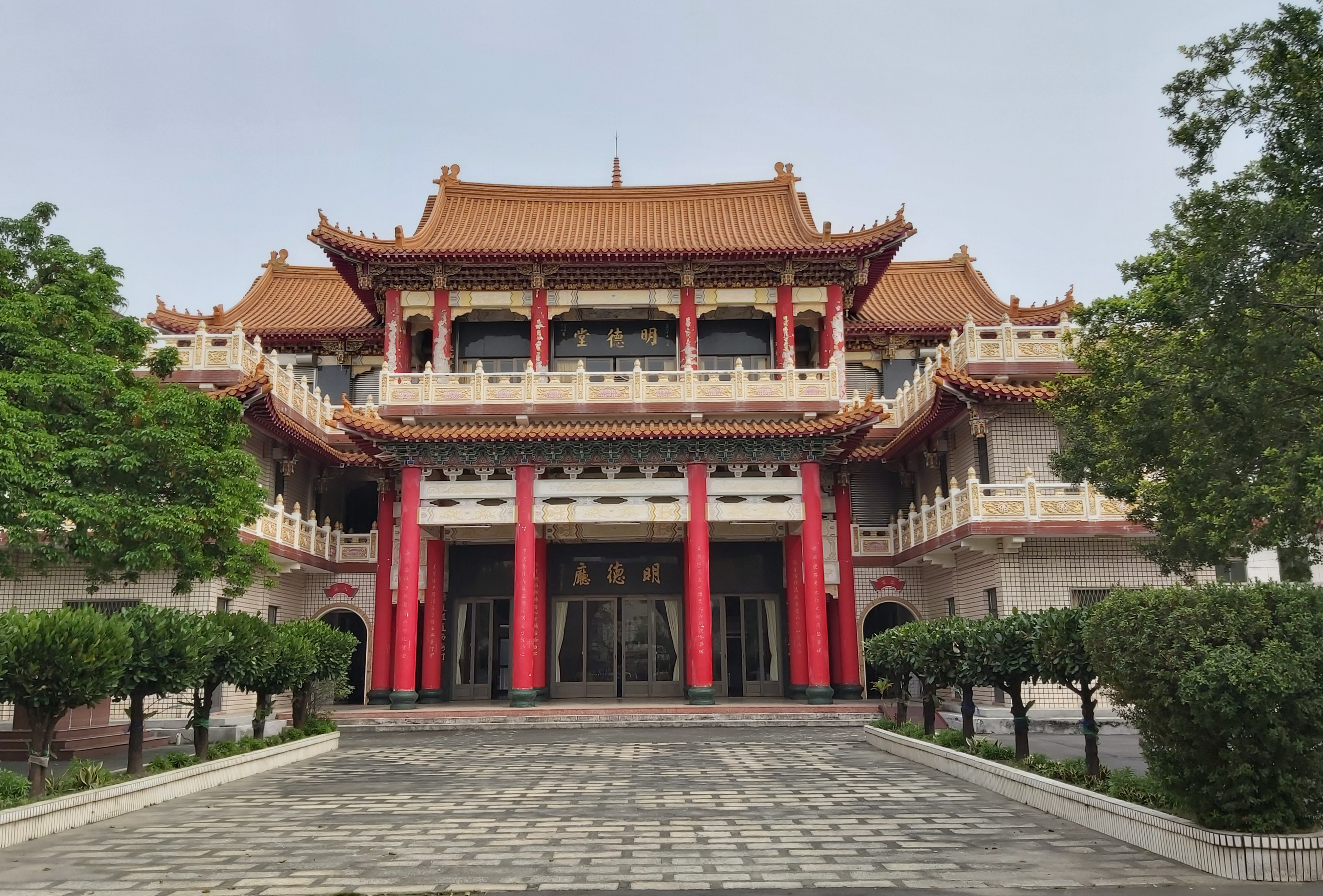
東港鎮明德佛堂

### 廟宇
- 東港東隆宮
- 東港朝隆宮
- 東港福安宮
- 東港共和堂（欽點五毒大神）
- 東港共明堂（欽點五毒大神）
- 東港共善堂（福州白龍庵什家將）
- 東港共心堂（福州白龍庵什家將）
- 南平共心堂（福州白龍庵什家將）
- 東港東隆壇
- 溫府正修堂（溫府千歲駕前聖將）
- 東港東修堂
- 東港天鳳宮
- 東港鎮海宮

- 東港靈帝殿
- 大潭保安宮
- 下廍建安宮
- 三西和三隆宮
- 本司衙東興宮（池府千歲駕前八家將）
- 東港碧靈堂（三叉五大神將）
- 朝隆聖堂（天后元君駕前聖將）
- 東港慈峰宮
- 東港德隆宮
- 東港震隆宮（大鼓陣）
- 東港震靈宮
- 東港南慈堂
- 明德佛堂
- 新街新隆宮
- 東港廣鎮宮
- 東港中和宮
- 東港太子宮南興堂
- 東港靈凌宮
- 東津三元堂
- 東港香吉堂（盛府千歲駕前五靈聖將）
- 東港中聖堂
- 東港隱善寺
- 東港隱善堂
- 東港鎮靈宮（詩山鳳山寺廣澤尊王十三太保）
- 東港鎮南宮
- 東港安南宮（吳府千歲駕前八家將）
- 東港同安堂（吳府千歲駕前八家將）
- 東港紫天宮
- 船頭里福安宮（船頭里宋江陣）
- 船頭里太子宮
- 東港忠烈宮
- 東港聖德宮（姚府十二家司）
- 東港豐隆宮（十三金甲戰帥）
- 南平南隆宮
- 南平紫微宮
- 開基大清府嘉蓮宮
- 大清府舊嘉蓮宮（汕尾白鶴展翅宋江陣）
- 東港東福殿城隍廟（鳳邑二十四司）
- 東港東聖宮
- 東津三善堂

### 教堂
- 東港天主堂
- 台灣基督長老教會東港教會

### 清真寺
- 東港清真寺

### 文化資產
名稱是粗體字者表示列級為「重要民俗及有關文物」。
| 形式                                            | 分類             | 名稱                                            |
| ----------------------------------------------- | ---------------- | ----------------------------------------------- |
| 有形文化資產                                    | 縣定古蹟         | 大鵬灣原日軍水上飛機維修廠                      |
| 有形文化資產                                    | 歷史建築         | 天主教道明會東港天主堂                          |
| 有形文化資產                                    | 歷史建築         | 大鵬營區日治時期軍事設施及建物                  |
| 有形文化資產                                    | 歷史建築         | 東港鎮延平路106號街屋                           |
| 有形文化資產                                    | 歷史建築         | 東港共和新村                                    |
| 有形文化資產                                    | 歷史建築         | 農業用碾米用礱穀機（東港鎮農會）                |
| 無形文化資產                                    | 民俗             | 東港迎王平安祭典                                |
| 無形文化資產                                    | 民俗             | 東港東福殿城隍廟 - 東港鳳邑二十四司             |
| 無形文化資產                                    | 民俗             | 東港開基共善堂福州白龍庵五福大帝駕前什家將      |
| 無形文化資產                                    | 民俗             | 東港聖德宮姚府四千歲駕前十二家司                |
| 無形文化資產                                    | 民俗             | 東港共和堂欽點五毒大神                          |
| 無形文化資產                                    | 民俗             | 東港共明堂欽點五毒大神                          |
| 無形文化資產                                    | 民俗             | 東港朝隆聖堂湄洲朝天閣天后元君駕前護衛聖將      |
| 無形文化資產                                    | 保存技術及保存者 | 東港迎王平安祭典-實木王船船帆製作技術（蔡財安） |
| 東港迎王平安祭典-實木王船船帆製作技術（蔡文化） | 保存技術及保存者 |                                                 |

## 教育

### 高級中等學校
- 屏東縣立東港高級中學
- 國立東港高級海事水產職業學校

### 國民中學
- 屏東縣立東港高級中學附設國民中學
- 屏東縣立東新國民中學

### 國民小學
- 屏東縣東港鎮東港國民小學 （页面存档备份，存于）
- 屏東縣東港鎮以栗國民小學
- 屏東縣東港鎮東隆國民小學 （页面存档备份，存于）
- 屏東縣東港鎮海濱國民小學
- 屏東縣東港鎮大潭國民小學 （页面存档备份，存于）
- 屏東縣東港鎮東光國民小學
- 屏東縣東港鎮東興國民小學 （页面存档备份，存于）

## 醫療
- 輔英科技大學附設醫院 （页面存档备份，存于）
- 安泰醫療社團法人安泰醫院

## 交通

### 公路
國道
- 國道三號
  - 431 大鵬灣端大鵬灣端

省道
- 台17線：又稱「西部濱海公路」，為台灣西部臨海的主要道路之一。可由東港鎮向北通往新園鄉，跨越高屏溪至高雄市林園區；向南通往林邊鄉、佳冬鄉，至枋寮鄉接台1線。
  - 沿海路
  - 船頭路（東段）
  - 大潭路

縣道
- 縣道187號
  - 縣道187乙線

鄉道
- 屏63線
- 屏67線
- 屏69線
- 屏73線
- 屏124線
- 屏125線
- 屏126線
- 屏127線
- 屏129線

### 客運
站點
- 東港轉運站
- 屏東客運東港站

屏東客運
- 屏東縣公車
  - 520：東港轉運站－林園－捷運小港站
  - 608：東港轉運站－東琉線碼頭－鹽琉線船運服務中心
- 一般公路客運路線
  - 8202：屏東－萬丹－東港
  - 8203：屏東－社皮－進德大橋－東港
  - 8213：潮州－崁頂－東港
  - 8215：潮州－北勢－東港
- 聯營公路客運路線（高墾線）
  - 9117：高客自立站－墾丁－小灣（與高雄客運、國光客運聯營）
  - 9117A：高客自立站－枋寮（與高雄客運、國光客運聯營）
  - 9117B：高客自立站－高雄國際機場－墾丁－小灣（與高雄客運、國光客運聯營）
  - 9127：高客自立站－大鵬灣（與高雄客運、國光客運聯營）
  - 9127D：高鐵左營站－台88線－國道三號－大鵬灣（與高雄客運、國光客運聯營）

高雄客運
- 屏東縣公車
  - 519：東港轉運站－南州－潮州轉運站

### 航運
東琉線交通船（聯營）
- 東港 - 小琉球渡船頭（白沙觀光港）

泰富航運
- 東港 - 小琉球渡船頭（白沙觀光港）

公營交通船
- 東港 - 小琉球渡船頭（大福漁港）

### 郵政
中華郵政
- 屏東郵局
  - 東港中正路郵局
  - 東港光復路郵局

### 公共自行車
YouBike2.0系統於2023年2月1日正式營運，截至2025年4月11日於東港鎮內設置16處站點。

### 捷運規劃
高雄捷運
- 林園東港線：規劃中，預計2037年完工。
  - 東港站（RD4）
  - 東港轉運站（RD5）
  - 大鵬灣站（RD6)
  - 遊二區站（RD7）

專用公路
- 屏專3線[15]：大鵬灣環灣道路

## 旅遊景點

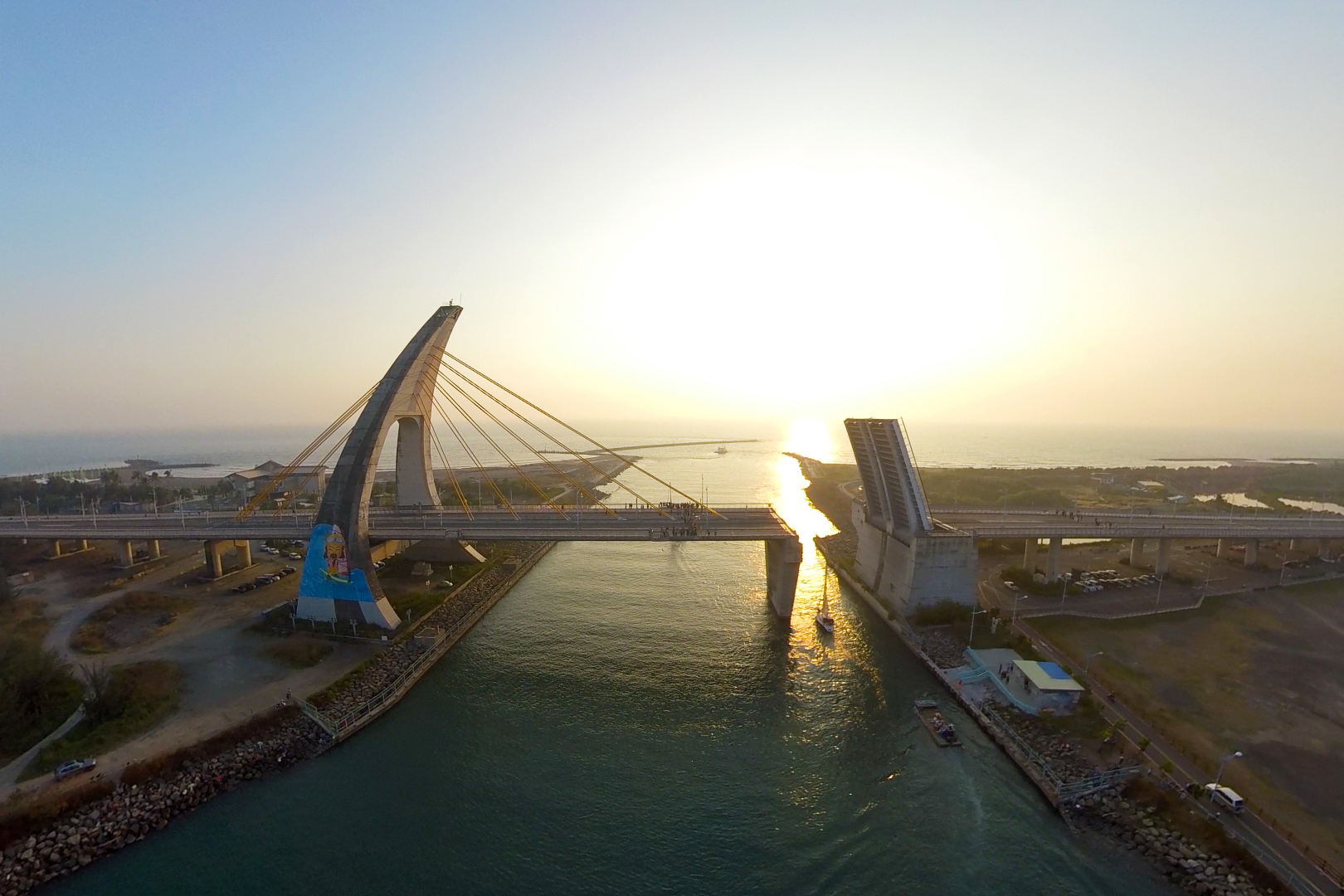
鵬灣跨海大橋

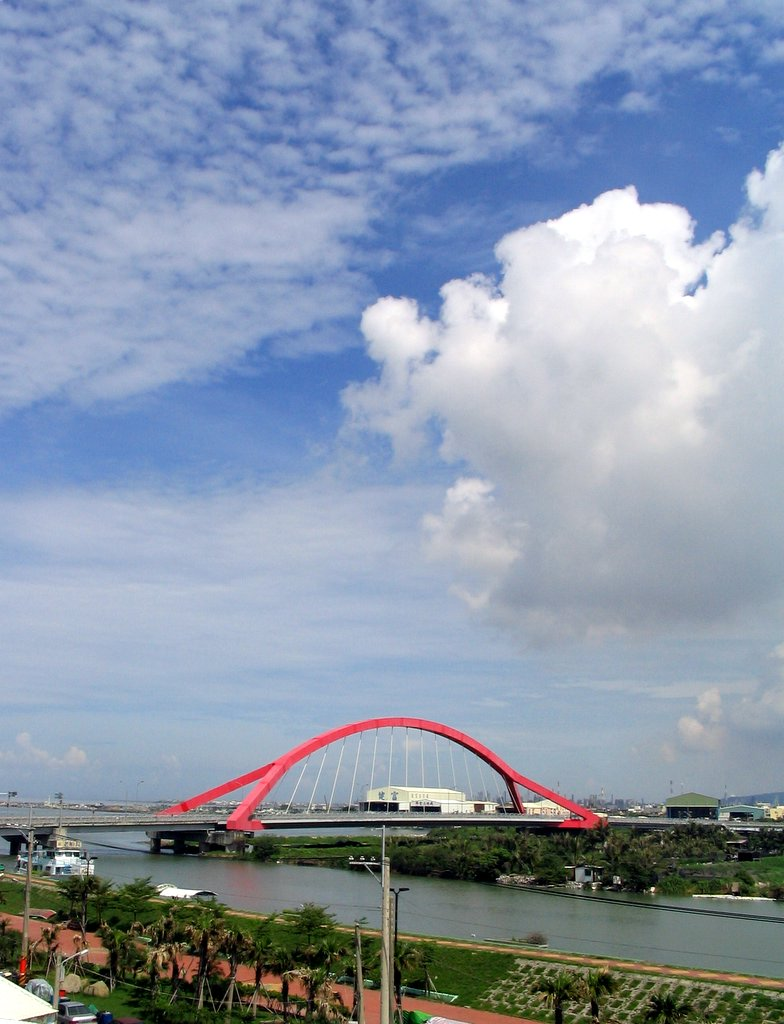
連接東港鎮與新園鄉的橋樑之一，進德大橋

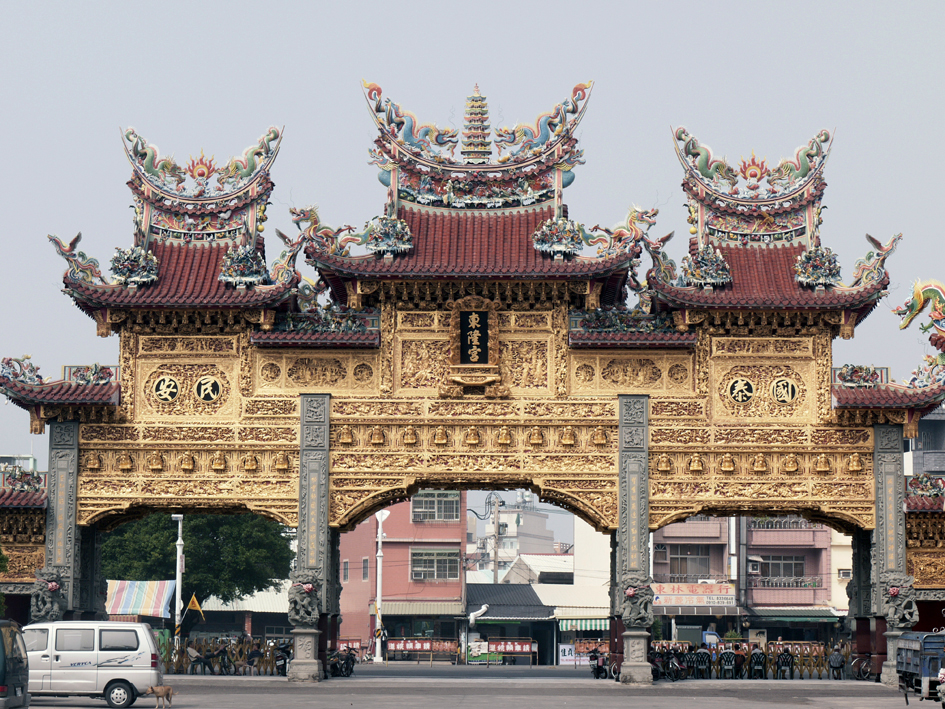
東港東隆宮牌樓

### 大鵬灣國家風景區
大鵬灣國家風景區是台灣的國家風景區之一，成立於1997年，主要範圍為台灣本島西南側的大鵬灣灣域和小琉球（琉球嶼）。
- 鵬灣跨海大橋：位於屏東縣大鵬灣國家風景區內，橫跨大鵬灣潟湖中唯一的出海口，位置即青洲濱海遊憩區北邊。
- 青洲濱海遊憩區：位於大鵬灣國家風景區內的一座濱海遊憩區。
- 濱灣碼頭(帆船基地)：停放著許多遊艇、帆船、交通船及遊湖船，並於每年4-5月舉辦大鵬灣帆船生活節活動，結合運動與觀光，推展水上活動及成為國內具代表性帆船基地的地位。

### 屏東縣王船文化館
東港鎮除了以豐富的漁產聞名外，另有國定民俗東港迎王平安祭典聞名全國。本館之建立之目的主要為保存地方之重要民俗，另外在非祭典期間仍可吸引對迎王有興趣之民眾參訪，促進地方觀光發展。

### 公園
- 鎮海公園
- 東港兒童公園 （大鮪魚航海樂園)
- 東港河堤公園 （周邊設有許多露天咖啡廳)
- 嘉蓮社區濕地公園

### 市集
- 華僑市場（東港漁港漁產品直銷中心）

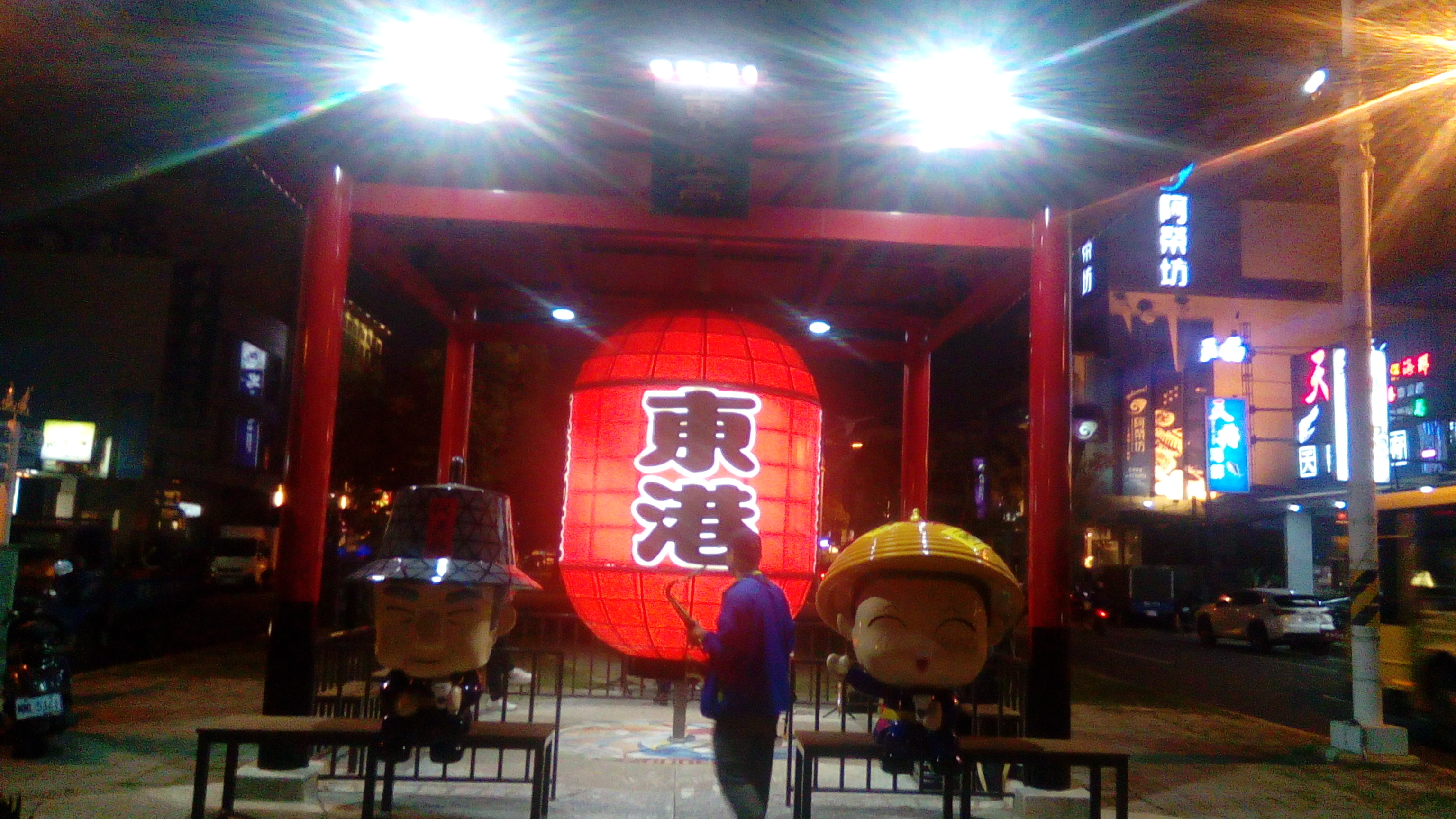
仿日本神社打卡地標

- 東港夜市：位於東光國小前，每週三、六晚上六點左右開始擺攤，到十一點左右收攤。

### 其它
- 東港鹽埔漁港
- 東港神社遺址（海濱國小孔子祠）
- 小義人銅像（韋啟承）
- 東港延平老街
- 海之坵：位於華僑市場盡頭的觀景處。
- 南平海堤：位於東港鎮南平里的一座堤防，開放釣魚、沙灘戲水與烤肉等活動。

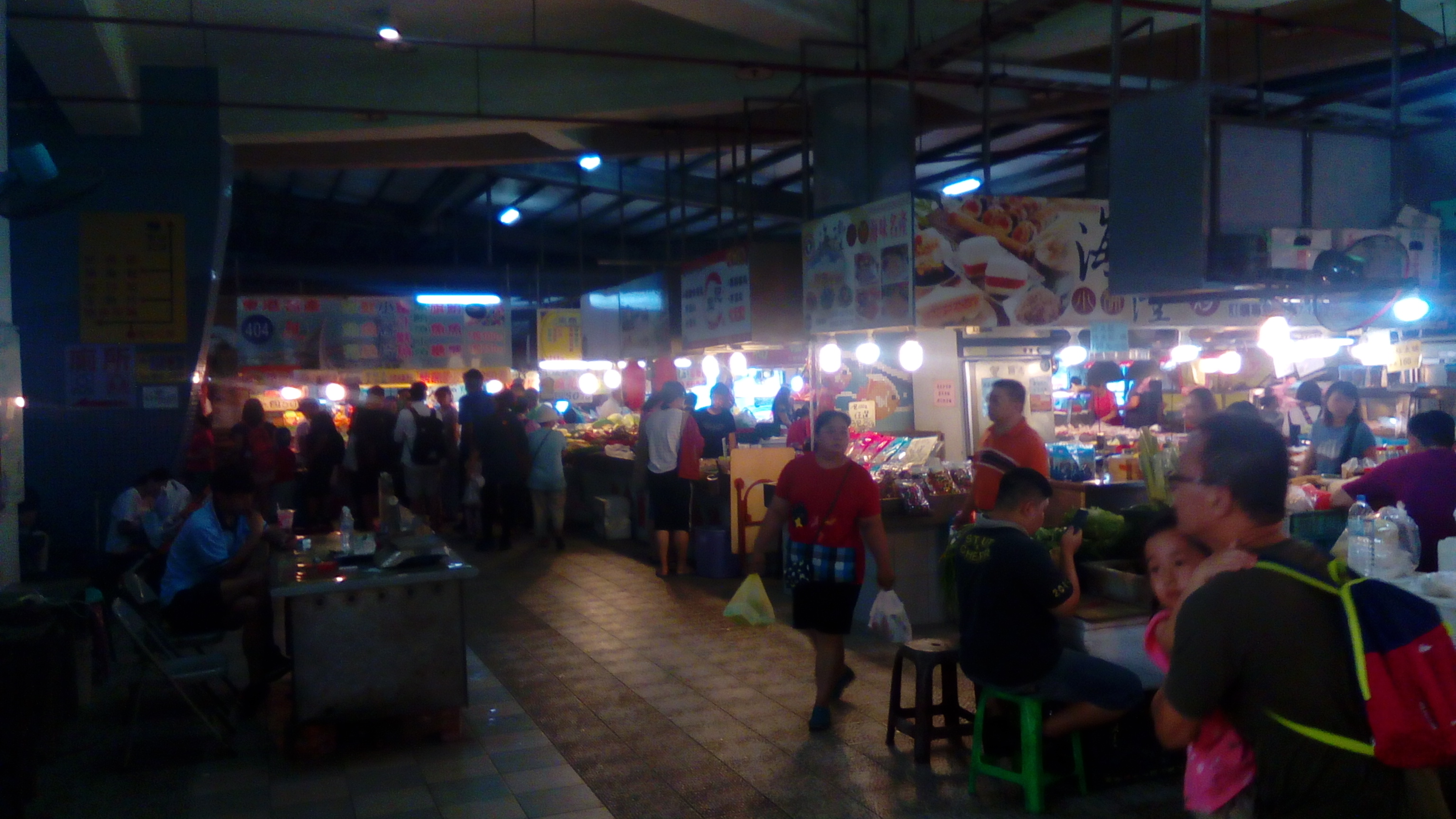
東港華僑市場
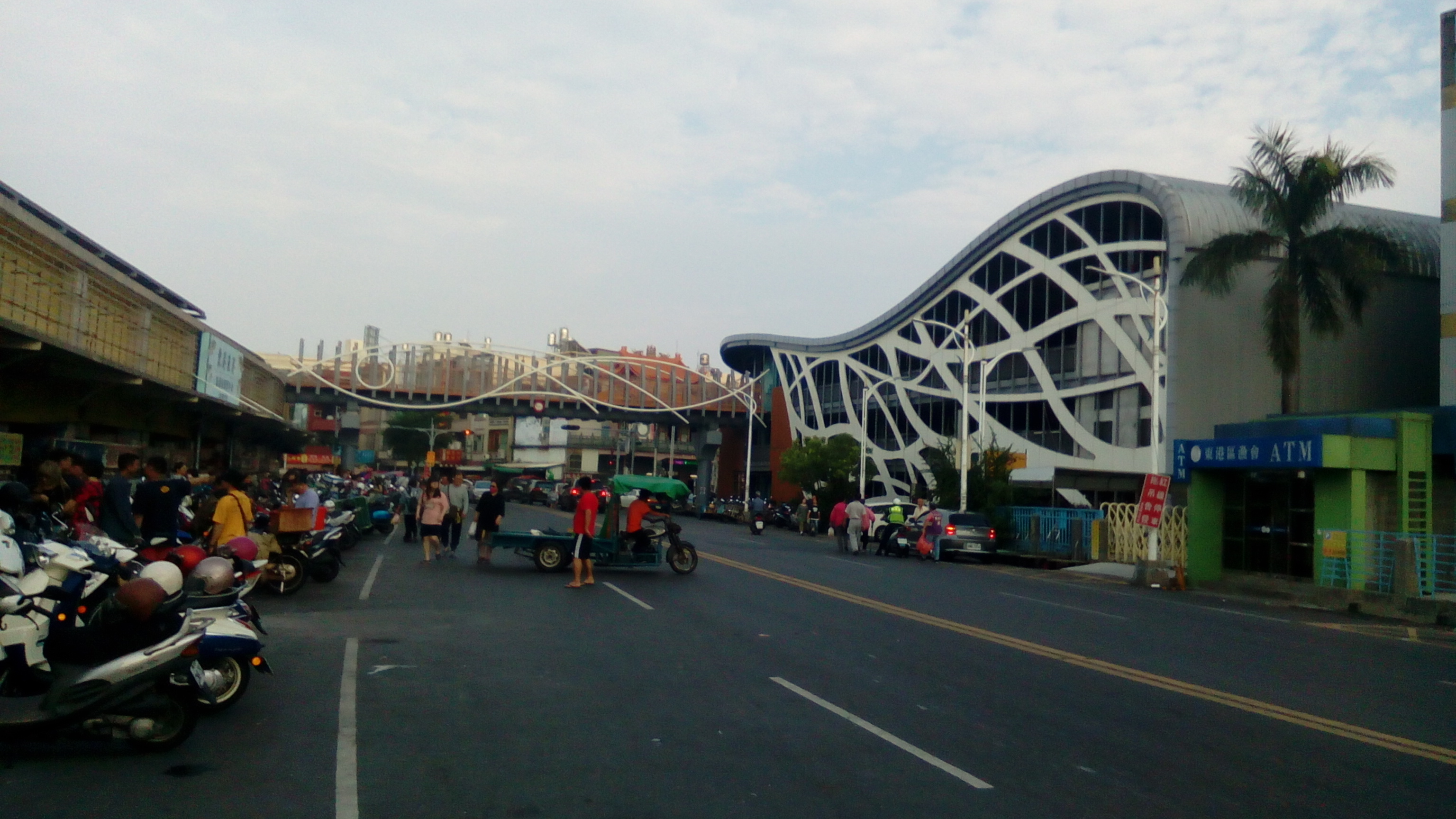
朝隆路一景
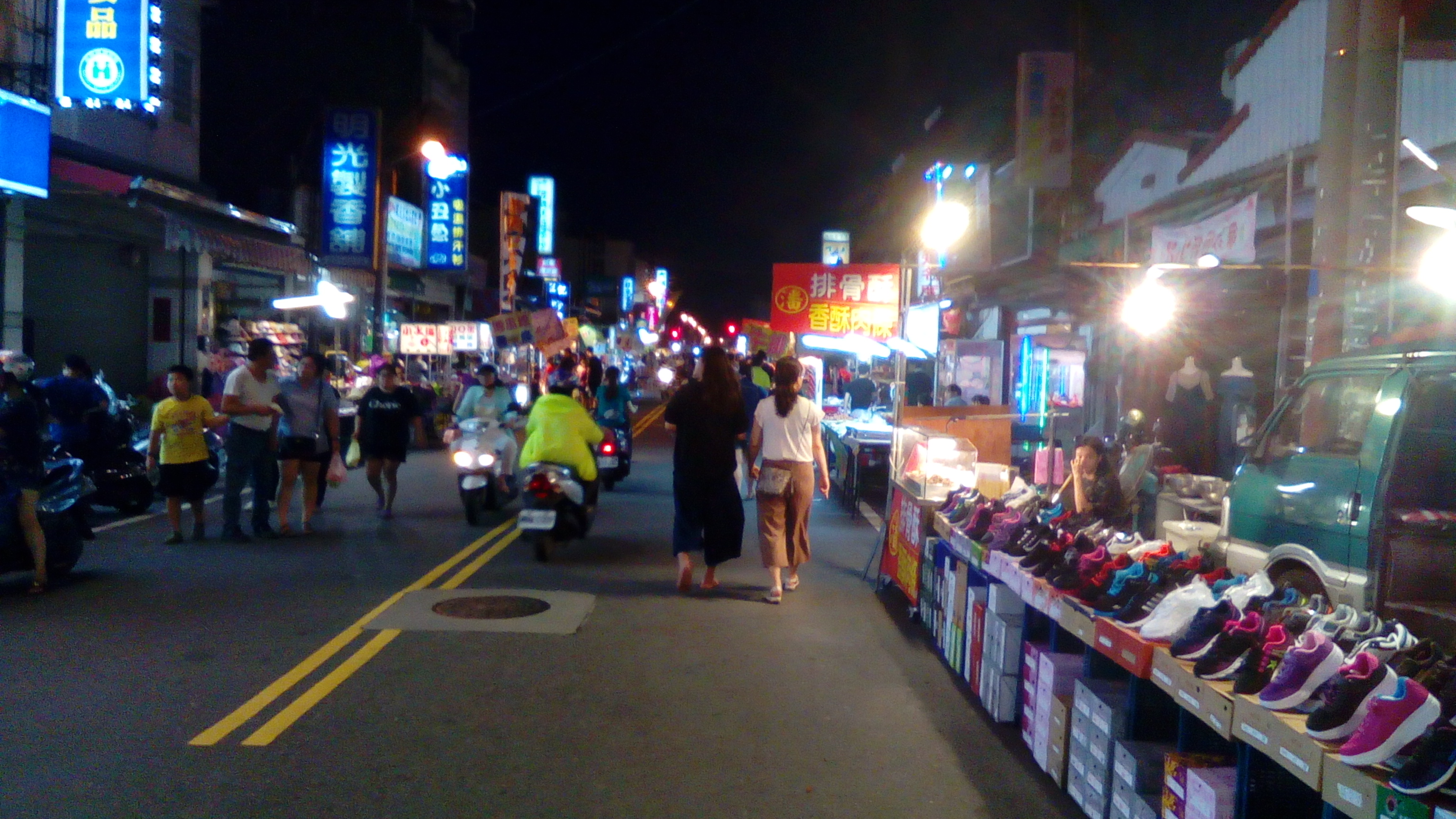
東港夜市
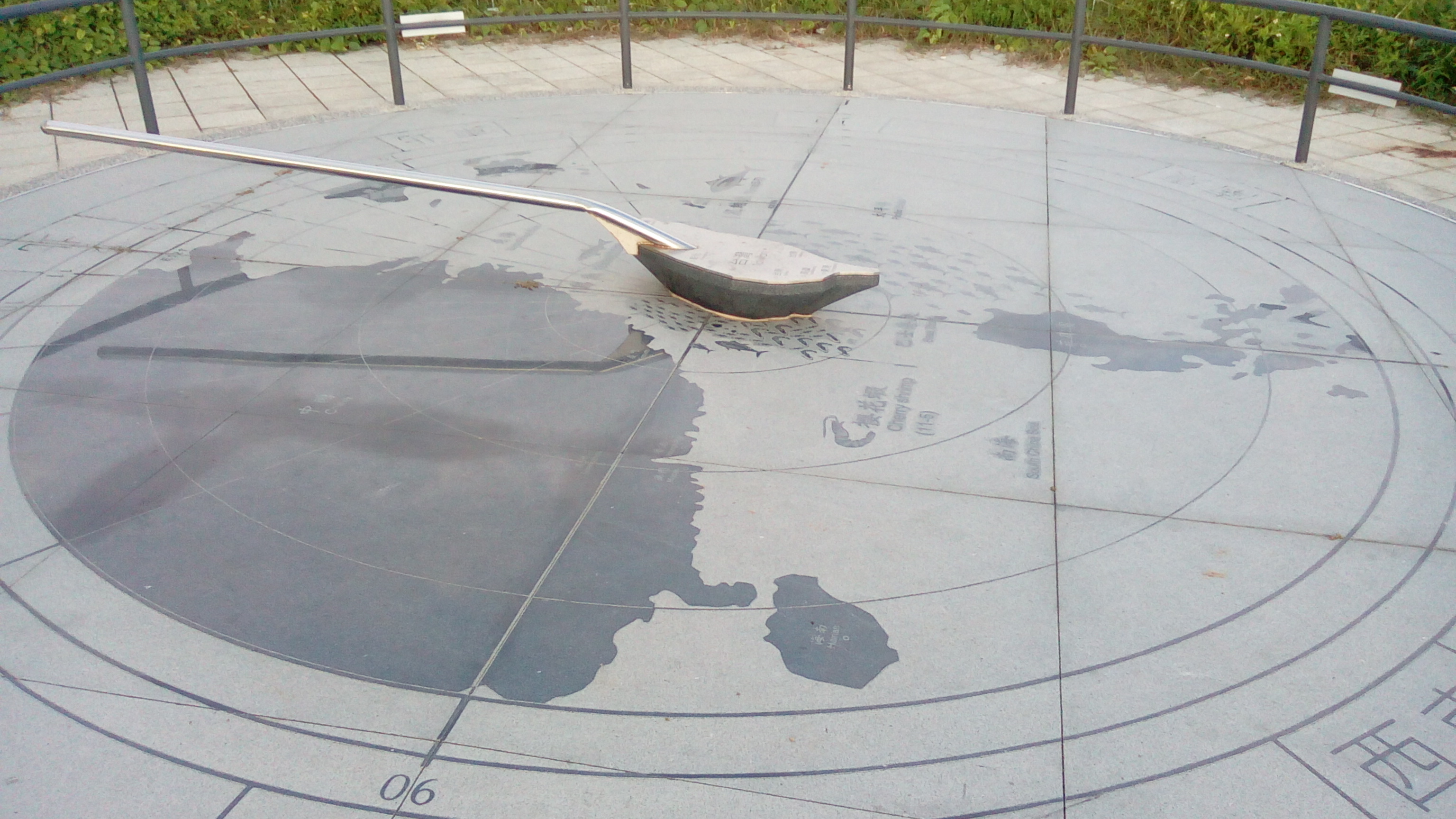
石製近海漁場示意圖
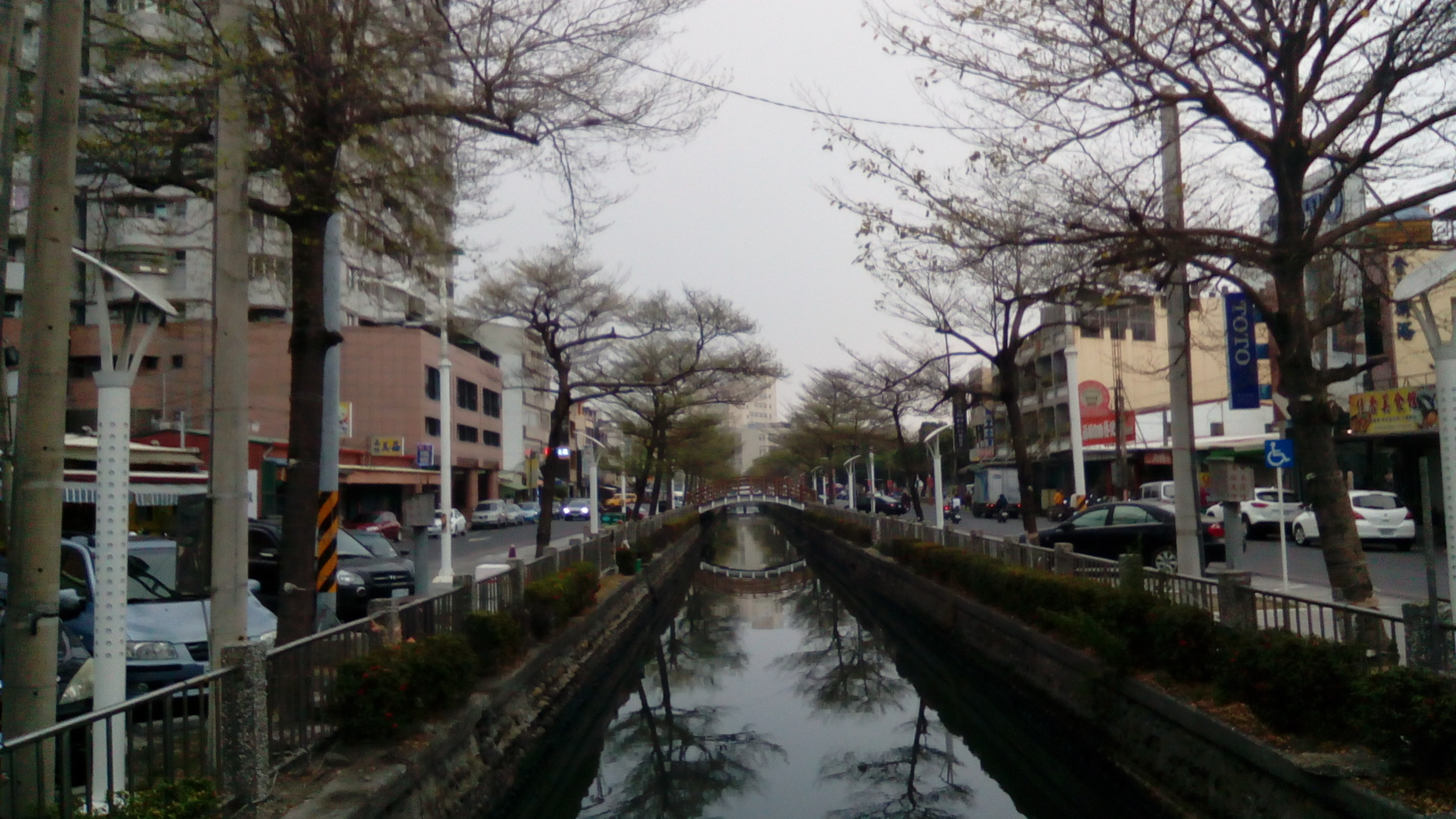
東港大排
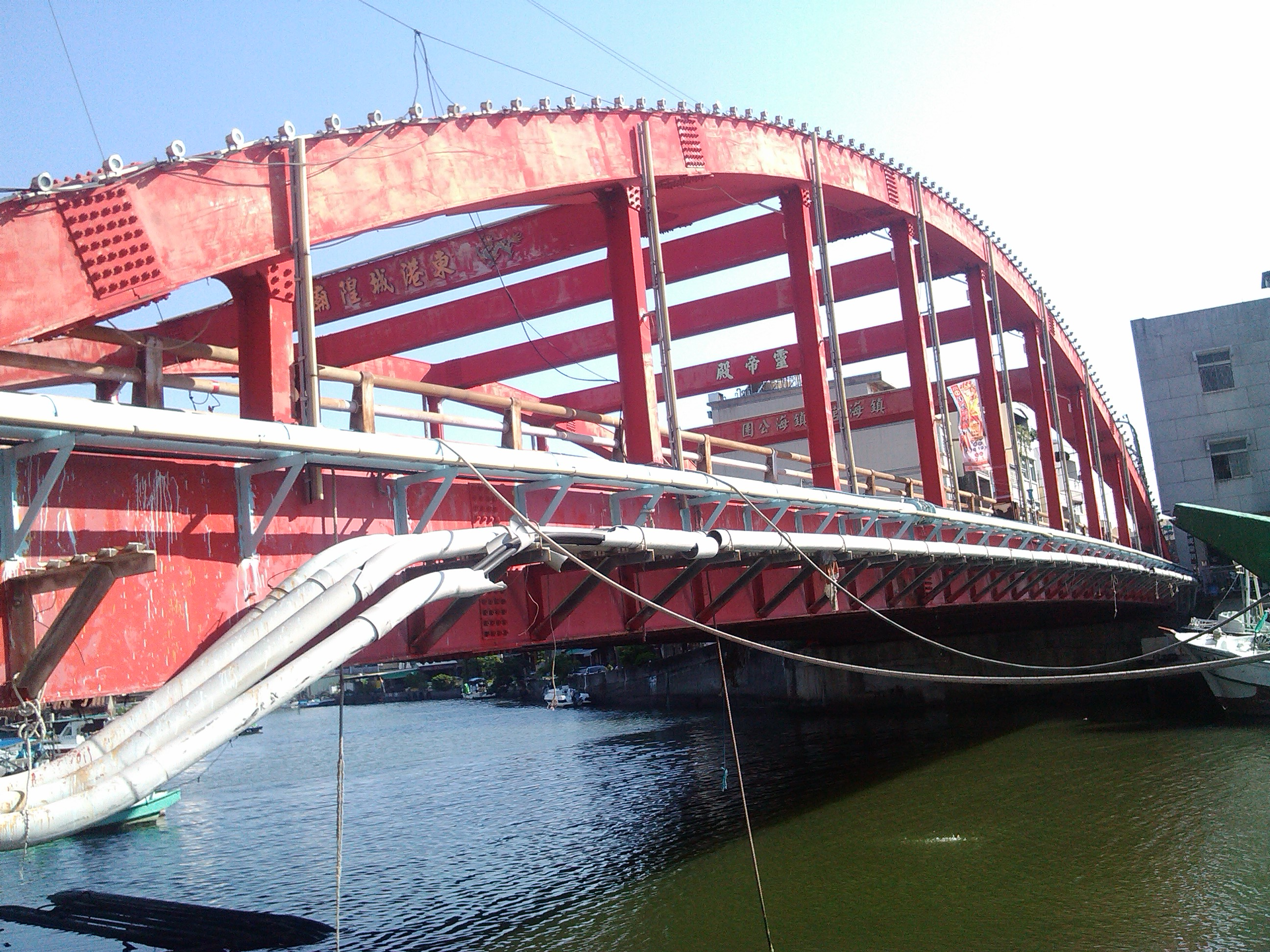
東港豐漁橋

## 特產與小吃

### 東港三寶
- 黑鮪魚
- 櫻花蝦
- 油魚子

### 其他小吃
- 雙糕潤
- 烏魚子
- 飯湯
- 肉粿
- 肉圓
- 蚵嗲
- 鮪魚糖
- 旗魚黑輪

## 外部連結
- 東港鎮公所 （页面存档备份，存于）
- 輔英科技大學附設醫院 （页面存档备份，存于）
- 大鵬灣國家風景區 （页面存档备份，存于）
- 【台灣，你好！】沙發環島空拍鷹眼系列 - 2015/7/27 屏東東港 卷一 （页面存档备份，存于）